# Aedes zethus
Aedes zethus är en tvåvingeart som beskrevs av Meillon och Lavoipierre 1944. Aedes zethus ingår i släktet Aedes och familjen stickmyggor. Inga underarter finns listade i Catalogue of Life.